# Glenea anticepunctata
Glenea anticepunctata é uma espécie de escaravelho da família Cerambycidae. Foi descrito por James Thomson em 1857. É conhecida a sua existência em Bornéo, Sumatra, Índia e Malásia.

## Variedades
- Glenea anticepunctata var. janthoides Breuning, 1956
- Glenea anticepunctata var. mediovitticollis Breuning, 1956
- Glenea anticepunctata var. obsoletepunctata (Thomson, 1857)